# جوناس سولك
جوناس إدوارد سولك (بالإنجليزية: Jonas Salk)‏ (28 أكتوبر 1914 - 23 يونيو 1995 في لاهويا) طبيب أميركي وعالم وباحث قام بتطوير التجربة الناجحة الأولى للقاح شلل الأطفال (اللقاح مسمى على اسم سولك).
وخلال حياته، كان يعمل في نيويورك وميشيغان وكاليفورنيا وبيتسبرغ في وقت لاحق من حياته الوظيفية، وكرس سولك الكثير من الجهود نحو تطوير لقاح مضاد للإيدز.
لم يسعَ جوناس سولك للثروة أو الشهرة من خلال ابتكاراته الشهيرة، في إحدى المقابلات جاء فيها سؤال «من يملك براءة اختراع لقاح شلل الأطفال؟» فأجاب «لا أحد؛ هل يمكنك استخراج براءة اختراع للشمس؟»

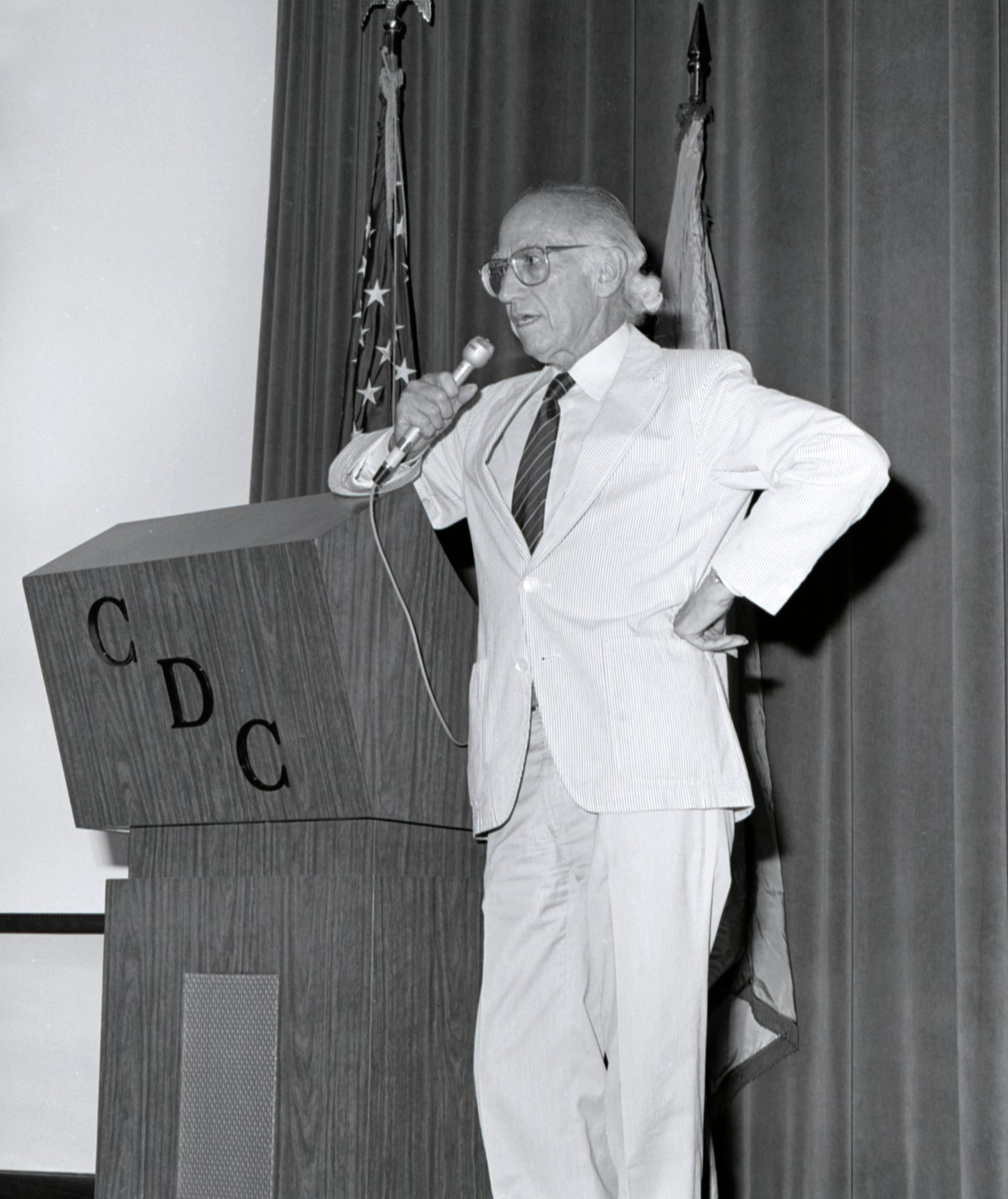
جوناس سولك عام 1988

## حياته
ولد سولك في نيويورك لعائلة فقيرة من المهاجرين اليهود الروس ولوالدين هما دوران ودانيال سولك. تخرج من المدرسة الثانوية، ثم انتقل إلى جامعة مدينة نيويورك، حيث حصل على بكالوريوس شهادة في الطب من كلية الطب في جامعة نيويورك في حزيران 1939. وفي الكلية التقى دونا يندساي التي أصبحت زوجته فيما بعد وقد تزوجا في 9 حزيران/يونيو، 1939. وأنجبا ثلاثة أطفال: بيتر، دارل، وجوناثان.

## شلل الأطفال
في عام 1916 كان نصيب الولايات المتحدة وحدها 27 ألف طفل مصاب شلل الأطفال، وكانت بداية الاهتمام على شكل حملات منظمة لمحاربة هذا المرض مع عيد ميلاد روزفلت 30 يناير 1938، وهو أشهر مريض بهذا المرض في العالم، واستطاعت الحملات في أول عام تجميع 1.8 مليون دولار، وظلت محاولات علاج شلل الأطفال فاشلة حتى ظهر العالمان اليهوديان جوناس سولك وبعده ألبرت سابين ونجحا في اختراع فاكسين ضد شلل الأطفال، وهو واحد من أعظم الاكتشافات الطبية في تاريخ الطب.
لم يجد سولك بسبب ديانته اليهودية أي وظيفة في البداية، ولم ينقذه إلا أستاذه فرانسيز الذي أوجد له وظيفة في معامل أبحاث الجيش الأمريكي، وكانت البداية أبحاثاً على فيروس الإنفلونزا، أما الباحث سابين فقد كان لقبه اليهودي وهو سابرشتين حاجزاً أمام مستقبله وخروج أبحاثه إلى النور، وكان سابين لا يستطيع دخول عتبة أي كلية طب بسبب ديانته، ولذلك قرر تغيير هذا اللقب المعوق واستعار لقب طبيبة شهيرة هي فلورانس سابين، وبذلك أفلت بأبحاثه وخرجت إلى النور، ولم ينعكس هذا الاضطهاد والظلم والتمييز على توجه سولك أو سابين الإنساني.
حاول سولك في أواخر الأربعينات تطبيق أبحاثه على القرود، وكان لقاحه عبارة عن فيروس ميت، وفشل في أول تجاربه 1954 عندما حقن في البداية 137 طفلاً بلقاحه، وارتفع الرقم إلى مليوني طفل تقريباً، لكن 260 أصيبوا بعد لقاحه التجريبى، ومن بينهم توفي إحدى عشر مصاباً، وظل سولك يطور من حقنة المصل حتى أعلن اكتشافه العظيم على العالم عام 1955، وبعدها طور سابين الفكرة وجعل الفيروس مضعفاً وليس ميتاً وعلى شكل نقط في الفم وليس حقناً، وخرج اكتشافه إلى النور عام 1957، واقتنع الأمريكان وقتها أن العلم لا دين له، وأن هذين اليهوديين قد أنقذا أطفال أمريكا ومستقبلها.

## روابط خارجية
- جوناس سولك على موقع الموسوعة البريطانية (الإنجليزية)
- جوناس سولك على موقع مونزينجر (الألمانية)
- جوناس سولك على موقع إن إن دي بي (الإنجليزية)